# スズキ・NZ250
NZ250（エヌゼットにひゃくごじゅう）は、スズキが製造していたオートバイ。

## 概要
NZ250は1986年に発売。単気筒エンジンと鋼管ダイヤモンドフレームで構成され、120kgの軽量な車重と細身のフォルムが特徴である。
車体色には黒色×赤色のモデルも存在したが、カタログモデルのイメージカラーである白色×水色のモデルが人気だった。派生車種としてハーフカウルを装備タイプのNZ250Sも存在する。
1980年代半ばのレーサーレプリカ全盛期において、ライトユーザー層を想定したエントリーモデルとして企画された。既にキャストホイールが一般的だった時期にあえて前時代的なスポークホイールを採用した点、同クラスに並行してラインナップされていた水冷4気筒モデルGF250（1985年発売）とわずかな価格差であったため値頃感に欠ける点などから、販売量は低迷した。

## 車両解説
当時の国内フラッグシップであるGSX-R750Rに用いられていた油冷システムを導入した専用設計の4ストロークDOHC4バルブ単気筒エンジンを搭載。最高出力は33馬力と、同クラス単気筒スポーツモデルのなかではトップクラスの設定とされていた（ただし1985年発売のカワサキ・CS250は水冷DOHC4バルブ単気筒エンジンにて34馬力となる）。エンジンは軽やかに高回転（8,500rpm）まで回り、よりスポーティー感を高めている。
このエンジンは、1982年に発売されたオフロードバイクDR250S（SJ41A型）に搭載された空冷エンジンをベースとし、シリンダーヘッドと潤滑システムに大幅な改変を施したものである。NZ250では使用されないクランクケース前方マウントが存在する点がSJ41A型の名残である。なお、次世代機であるSJ44A型のDR250Sやその後継であるSJ45A型のDR250Rに搭載されたエンジンは油冷方式であるが、本車種とは互換性がない。